# جيروداء
الجيروداء (الاسم العلمي:Giraudyopsis) هي جنس من الأسناخ الصبغية تتبع الفصيلة الذهبقية من رتبة الذهبقيات.